# Dauphinea
Dauphinea là một chi thực vật có hoa trong họ Hoa môi (Lamiaceae).

## Loài
Chi Dauphinea gồm các loài: